# 中国银行虹口大楼
中国银行虹口大楼（英語：The Bank of China, Hongkew Branch），位于今四川北路与海宁路路口，建于1929年，由中国银行上海分行兴建，原作为职工宿舍，现底层为中国工商银行、各类商铺使用，其余楼层为民居。门牌号为上海市虹口区四川北路912号-922号。大楼委托陆谦受、吴景奇设计，泰康行营造厂承建。1959年，大楼曾改称中行大楼。

## 建筑风格
由于大楼所处地块为南北向狭长型，大楼采用东西向设计，全部采用钢筋混凝土结构。建筑风格为装饰艺术派风格，并在南部路口处依据地形设置成弧形转角。大楼共高7层，自底楼至三楼，外立面敷以花岗石。自三楼以上采用褐色砖贴面，并用石质构件砌成条纹和点状作为装饰。顶部有塔楼构造。大楼内根据房型分为南北两组，即A组和B组。A组为套房，B组是单间,两组共95套。室内铺设有硬木地板，并安置煤卫设施。